# Gephyromantis salegy
Espèce
Synonymes
- Mantidactylus salegy Andreone, Aprea, Vences & Odierna, 2003

Statut de conservation UICN

 VU B1ab(iii) : Vulnérable
Gephyromantis salegy est une espèce d'amphibiens de la famille des Mantellidae.

## Répartition
Cette espèce est endémique de Madagascar. Elle se rencontre entre 500 et 1 000 m d'altitude dans le nord-est de l'île, entre la Réserve spéciale d'Anjanaharibe-Sud et la presqu'île de Masoala,.

## Description
Les 3 spécimens mâles adultes observés lors de la description originale mesurent entre 45,8 mm et 47,8 mm de longueur standard et les 4 spécimens femelles adultes observés lors de la description originale mesurent entre 44,6 mm et 50,1 mm de longueur standard.

## Étymologie
Son nom d'espèce, du malgache salegy, désignant une musique traditionnelle du Nord de Madagascar, lui a été donné en référence à son chant rythmé ainsi qu'à sa distribution dans le nord de l'île.

## Publication originale
- Andreone, Aprea, Vences & Odierna, 2003 : A new frog of the genus Mantidactylus from the rainforests of north-eastern. Amphibia-Reptilia, vol. 24, p. 285-303 (texte intégral).